# Lijst van Belgische adelsverheffingen 1936
Personen die in 1936 in de Belgische adel werden opgenomen of een adellijke titel ontvingen.

## Graaf
- Jonkheer Maurice August Lippens, persoonlijke titel graaf, in 1949 overdraagbaar gemaakt op schoonzoon Léon Lippens.

## Baron
- Jonkheer Georges de le Court (1866-1943), voorzitter hof van beroep van Brussel, de titel baron, overdraagbaar bij eerstgeboorte.
- Jonkheer Jules de Grand'Ry (1880-1966) burgemeester van Eupen, de titel baron, overdraagbaar bij eerstgeboorte.
- Jonkheer Alfred Leclercq (1887-1974), kolonel, de titel baron, overdraagbaar bij eerstgeboorte
- Armilde Lheureux, erfelijke adel en de persoonlijke titel baron.
- Raymond Vaxelaire, erfelijke adel en de persoonlijke titel ridder (in 1940 uitgebreid tot erfelijke titel, overdraagbaar bij eerstgeboorte).
- Jonkheer Paul-Vincent Verhaegen (1876-1963), de titel baron, overdraagbaar bij eerstgeboorte.
- Jonkheer Maximilien van Ypersele de Strihou, ambassadeur, de persoonlijke titel baron.

## Ridder
- Paul Cartuyvels, senator, erfelijke adel met de persoonlijke titel van ridder.
- Christophe Huyghé de Mahenge (1871 - Buchenwald, 1944), generaal-majoor, erfelijke adel met de persoonlijke titel ridder.

## Jonkheer
- Léon de Gheus (1915- ), erfelijke adel.
- Guillaume Grisard de la Rochette (1885-1965), burgemeester van Chaudfontaine, erfelijke adel.